# Fondazione Ambrosianeum
La Fondazione Culturale Ambrosianeum una fondazione culturale della città di Milano fondata nel 1948 da Giuseppe Lazzati, Alfredo Ildefonso Schuster, Enrico Falck, Giorgio Balladore Pallieri, Mario Apollonio.
Dal 2023 è presieduta da Fabio Pizzul

## Storia
La prima idea di quello che sarà l'Ambrosianeum nasce nel 1946. Giuseppe Lazzati era appena rientrato in Italia dai Campi di concentramento tedeschi per essersi rifiutato aderire alla Repubblica di Salò, insieme a intellettuali, politici, religiosi e industriali del mondo cattolico milanese tra cui l'allora Arcivescovo di Milano Alfredo Ildefonso Schuster, l'industriale Enrico Falck, Mario Apollonio e altri, credevano che il Paese non andasse ricostruito solo materialmente ma anche culturalmente. Da allora (1948) l'Ambrosianeum svolge il ruolo di una agorà, un luogo di incontro e confronto tra diverse idee e culture, coniugando lo studio teologico-biblico con l'attualità. Dentro alla nuova realtà confluì fin da subito anche il Collegio Ambrosiano delle Scienze, fondato nel 1945 dai gesuiti dell'Istituto Leone XIII con il nome di Società Ambrosiana delle Scienze.
I primi due anni di vita, durante gli ampi lavori di restauro del palazzo della Rotonda del Pellegrini, sede ancora oggi della Fondazione, finanziati dal Senatore e Presidente del centro culturale Enrico Falck e coordinati da Luigi Caccia Dominioni, l'Ambrosianeum fu ospitato presso la Biblioteca Ambrosiana. Nel 1950 avvenne il trasferimento in via delle Ore 3, sede ancora oggi dell'Istituzione.
Nel 1976 venne varato il nuovo Statuto creando la Fondazione .

## Attività
La Fondazione si occupa di promuovere attività di ricerca e divulgazione, organizza mostre, convegni e seminari di studio, cura la pubblicazione dei relativi atti, gestisce l'Osservatorio sui cambiamenti sociali e culturali milanesi, e pubblica ogni anno il “Rapporto sulla Città”, che dal 1990 propone i risultati di ricerche condotte in collaborazione con l'Università Cattolica del Sacro Cuore. Il volume è pubblicato dalla casa editrice Franco Angeli grazie al contributo di Fondazione Cariplo. Nato  nel 1990 come pubblicazione biennale, dal 1994 ha assunto cadenza annuale .

## Presidenti
- (1948-1953) Enrico Falck
- (1953-1957) Mons. Ernesto Pisoni (pro tempore)
- (1957-1968) Aristide Calderini
- (1968-1969) Mons. Ernesto Pisoni (pro tempore)
- (1969-1971) Giacomo Corna Pellegrini
- (1971-1999) Giovanni Ancarani
- (1999-2023) Marco Garzonio
- (2023-) Fabio Pizzul